# Мартинссон Нгуали, Серж-Жуниор
Серж-Жунио́р Ма́ртинссон Нгуали́ (фр. Serge-Junior Martinsson Ngouali; род. 23 января 1992, Гётеборг) — габонский и шведский футболист, полузащитник клуба «Броммапойкарна» и сборной Габона.
Нгуали родился в Швеции в семье шведки и выходца из Габона. У него есть брат-близнец Том Мартинссон, который также является профессиональным футболистом.

## Клубная карьера
Нгуали — воспитанник шведских клубов «Гуннильсе» и «Вестра Фрёлунда». В 2010 году Серж перешёл в «Броммапойкарна». 29 апреля в матче против «Эльфсборга» он дебютировал в Аллсвенскан. По итогам сезона клуб вылетел в Суперэттан. 22 октября 2011 года в поединке против «Юнгшиле» Нгуали забил свой первый гол за «Броммапойкарна». В 2012 году Серж помог команду вернуться в элиту. 10 августа 2013 года в матче против «Юргордена» он забил свой первый гол на высшем уровне.
В начале 2017 года Нгуали перешёл в «Хаммарбю». 2 апреля в матче против «Норрчёпинга» он дебютировал за новый клуб. 7 мая в поединке против «Эстерсунда» Серж-Жуниор забил свой первый гол за «Хаммарбю».

## Международная карьера
Нгуали выступал за юношеские и молодёжные национальные команды Швеции. В 2017 году Серж принял решение выступать за свою историческую родину. Он получил приглашение принять участие в домашнем Кубке Африки. 18 января в матче против Буркина-Фасо Нгуали дебютировал за сборную Габона. Также он сыграл в поединке против Камеруна.